# Liste des premières femmes par métier ou fonction en France
Cette synthèse de l'avancée de l’accès des femmes aux fonctions, activités et métiers en France recense les premières femmes parvenues à exercer des fonctions politiques, juridiques, sociales, artistiques, culturelles ou sportives ou ayant reçu une distinction importante, depuis la fin du XIXe siècle, dans des activités ou distinctions anciennement réservées aux hommes.

## Politique

### Ministres de plein exercice
| Année | Nom                     | Ministère            |
| ----- | ----------------------- | -------------------- |
| 1947  | Germaine Poinso-Chapuis | Santé                |
| 1977  | Alice Saunier-Seïté     | Universités          |
| 1981  | Édith Cresson           | Agriculture          |
| 1981  | Nicole Questiaux        | Solidarité nationale |
| 1984  | Huguette Bouchardeau    | Environnement        |
| 1991  | Édith Cresson           | Première ministre    |
| 1991  | Martine Aubry           | Travail              |
| 1997  | Élisabeth Guigou        | Justice              |
| 1997  | Catherine Trautmann     | Culture              |
| 2002  | Michèle Alliot-Marie    | Défense              |
| 2002  | Brigitte Girardin       | Outre-mer            |
| 2007  | Michèle Alliot-Marie    | Intérieur            |
| 2007  | Christine Lagarde       | Économie et Finances |
| 2010  | Michèle Alliot-Marie    | Affaires étrangères  |
| 2011  | Valérie Pécresse        | Budget               |
| 2014  | Najat Vallaud-Belkacem  | Éducation nationale  |

### Fonctions gouvernementales
| Année | Nom                     | Première femme |
| ----- | ----------------------- | --- |
| 1936  | Cécile Brunschvicg      | Membre d'un gouvernement (premier gouvernement de Léon Blum en tant que sous-secrétaire d'État à l'Éducation nationale)      |
| 1936  | Irène Joliot-Curie      | Membre d'un gouvernement (premier gouvernement de Léon Blum en tant que sous-secrétaire d'État à la Recherche scientifique)  |
| 1936  | Suzanne Lacore          | Membre d'un gouvernement (premier gouvernement de Léon Blum en tant que sous-secrétaire d'État à la Protection de l'enfance) |
| 1947  | Germaine Poinso-Chapuis | Ministre de plein exercice (de la Santé publique et de la Population)                                                        |
| 1959  | Nafissa Sid Cara        | Membre d'un gouvernement de la Ve République                                                                                 |

### Fonctions locales
| Année | Nom | Première femme |
| ----- | --- | --- |
| 1925  | Marie Chaix, Marguerite Chapon, Émilie Joly, Adèle Métivier, Joséphine Pencalet, Marthe Tesson, Augustine Variot | Élues sur des listes communistes lors des élections municipales au profit d'une lacune électorale, à Douarnenez, à Saint-Pierre-des-Corps et en banlieue parisienne. Les élections sont reconnues illégales et elles quittent leur mandat entre 1925 et mars 1926. |
| 1925  | Marthe Tesson, Marie Chaix                                                                                       | Premières femmes adjointes au maire. |
| 1941  | Louisa Mariello                                                                                                  | Première femme maire d'une commune française, à Macouba en Martinique, nommée par l'amiral Robert, haut-commissaire du régime de Vichy,. |
| 1943  | Renée Perini-Pagès                                                                                               | Après les communistes de 1925, première femme à siéger dans un conseil municipal en France métropolitaine, à Ajaccio en Corse. |
| 1943  | Marie-Rose Bouchemousse                                                                                          | Première femme maire d'une commune de France métropolitaine, à Vigeois en Corrèze, nommée par le régime de Vichy en novembre 1943. |
| 1945  | Odette Roux, Pierrette Petitot, Josèphe Jacquiot, Suzanne Ploux et Marie Roche                                   | Quelques-unes de la vingtaine de femmes élues — et non nommées — maires (respectivement Les Sables-d'Olonne, Villetaneuse, Montgeron, Saint-Ségal et Lisses. |
| 1970  | Évelyne Baylet                                                                                                   | Présidente d'un conseil général (Tarn-et-Garonne) |
| 1972  | Nicole de Hauteclocque                                                                                           | Présidente du Conseil de Paris |
| 1992  | Lucette Michaux-Chevry et Marie-Christine Blandin                                                                | Présidentes d'un conseil régional (Guadeloupe et Nord-Pas-de-Calais) |
| 2014  | Anne Hidalgo | Maire de Paris |
| 2014  | Caroline Cayeux                                                                                                  | Présidence d'une association française de collectivités (Villes de France) |

### Assemblées parlementaires et Conseil constitutionnel
| Année | Nom                               | Première femme                                                                                                   |
| ----- | --------------------------------- | --- |
| 1903  | Adrienne Avril de Sainte-Croix    | Membre d'une commission extra-parlementaire (par le gouvernement Émile Combes)                                   |
| 1943  | Marthe Simard                     | Parlementaire (Assemblée consultative provisoire, déléguée des Français établis au Canada)                       |
| 1946  | Madeleine Braun Germaine Peyroles | Vice-présidentes de l'Assemblée nationale (deuxième Assemblée constituante)                                      |
| 1946  | Gilberte Brossolette              | Vice-présidente du Sénat (Conseil de la République)                                                              |
| 1956  | Marie-Claude Vaillant-Couturier   | Vice-présidente de l'Assemblée nationale (Quatrième République)                                                  |
| 1958  | Marie-Madeleine Dienesch          | Vice-présidente de l'Assemblée nationale (Cinquième République)                                                  |
| 1967  | Marie-Madeleine Dienesch          | Présidente d'une commission parlementaire à l’Assemblée nationale (Affaires culturelles, sociales et familiales) |
| 1975  | Marie-Thérèse Goutmann            | Présidente d'un groupe parlementaire au Sénat                                                                    |
| 1979  | Simone Veil                       | Présidente du Parlement européen                                                                                 |
| 1992  | Noëlle Lenoir                     | Membre du Conseil constitutionnel                                                                                |
| 2011  | Nicole Bricq                      | Rapporteure générale du budget au Sénat                                                                          |
| 2013  | Barbara Pompili                   | Présidente d'un groupe parlementaire à l'Assemblée nationale                                                     |
| 2014  | Valérie Rabault                   | Rapporteure générale du budget à l'Assemblée nationale                                                           |
| 2022  | Yaël Braun-Pivet                  | Présidente de l'Assemblée nationale                                                                              |

### Candidatures
| Année | Nom               | Première femme                                           |
| ----- | ----------------- | -------------------------------------------------------- |
| 1913  | Marie Denizard    | Déclaration de candidature à une élection présidentielle |
| 1974  | Arlette Laguiller | Candidate à une élection présidentielle                  |
| 2007  | Ségolène Royal    | Présente au second tour d'une élection présidentielle    |

### Partis politiques et partenaires sociaux
| Année | Nom                      | Première femme                                                            |
| ----- | ------------------------ | ------------------------------------------------------------------------- |
| 1941  | Marie-Madeleine Fourcade | Cheffe d’un grand réseau de résistance (Alliance)                         |
| 1992  | Nicole Notat             | Dirigeante d'une confédération syndicale (secrétaire générale de la CFDT) |
| 1999  | Michèle Alliot-Marie     | Élue présidente d'un grand parti (RPR)                                    |
| 2005  | Laurence Parisot         | Présidente du Medef                                                       |

### Administration
| Année | Nom                      | Première femme |
| ----- | ------------------------ | --- |
| 1975  | Jacqueline Baudrier      | Présidente-directrice générale d'une entreprise publique des médias (Radio France) |
| 1976  | Florence Hugodot         | Sous-préfète d'un arrondissement |
| 1981  | Yvette Chassagne         | Préfète |
| 1982  | Michèle Cotta            | Présidente de la Haute Autorité de la communication audiovisuelle |
| 1986  | Isabelle Renouard        | Directrice d’administration centrale (Français de l’étranger et des étrangers en France) |
| 1986  | Jeanine Meilhon          | Trésorière-payeuse générale |
| 1996  | Isabelle Renouard        | Secrétaire générale de la Défense nationale |
| 1996  | Bernadette Malgorn       | Préfète de région (Lorraine) |
| 2002  | Rose-Marie Van Lerberghe | Directrice générale du plus grand établissement public de santé (Assistance publique - Hôpitaux de Paris [AP-HP]) |
| 2002  | Anne-Marie Idrac         | Présidente d'un établissement public à caractère industriel et commercial de transport en commun (Régie autonome des transports parisiens [RATP]), ainsi que Société nationale des chemins de fer français [SNCF] en 2006) |
| 2016  | Odile Renaud-Basso       | Directrice générale du Trésor |
| 2020  | Claire Landais           | Secrétaire générale du gouvernement |
| 2021  | Laurence des Cars        | Présidente-directrice du musée du Louvre |

## Société
| Année | Nom                                                 | Première femme |
| ----- | --------------------------------------------------- | --- |
| 1875  | Madeleine Brès                                      | Médecin |
| 1881  | Jane Dieulafoy                                      | Archéologue française, on lui doit la création du département d'antiquité orientale du Louvre, grâce à ses fouilles réalisées en Perse auprès de son mari Marcel Dieulafoy. Elle est également la première à avoir photographié les ruines de Persépolis. |
| 1886  | Blanche Edwards-Pilliet et Augusta Dejerine-Klumpke | Internes des hôpitaux de Paris |
| 1893  | Maria Deraismes                                     | Franc-maçonne |
| 1897  | Duchesse d'Uzès                                     | Titulaire d'un permis de conduire |
| 1903  | Madeleine Pelletier                                 | Psychiatre |
| 1906  | Gaby Pohlen                                         | Titulaire d'un permis de taxi. |
| 1907  | Sophie Berthelot                                    | Entrée au Panthéon (en vertu d'être l'épouse de Marcellin Berthelot) |
| 1907  | Clémentine Dufaut Eugénie Charnier                  | Cochères (Clémentine Dufaut est la première reçue à l'examen théorique) |
| 1910  | Élisa Deroche                                       | Titulaire d'un brevet de pilote d'avion |
| 1911  | Marie Long-Landry                                   | Cheffe de clinique (clinicat) en 1911 |
| 1919  | Yvonne Pouzin                                       | Praticien hospitalier |
| 1922  | Marie Curie                                         | Membre de l'Académie de médecine |
| 1924  | Suzanne Belperron                                   | Joaillière, codirectrice de la maison Boivin |
| 1927  | Élisabeth Odier-Dollfus                             | Cheffe de clinique titulaire |
| 1928  | Me Renée Godinot (veuve Barrois)                    | Commissaire-priseur (à Chaumont) |
| 1929  | Madeleine Blocher-Saillens                          | Pasteure protestante |
| 1930  | Thérèse Bertrand-Fontaine                           | Médecin des hôpitaux de Paris |
| 1933  | Eugénie Brazier Marie Bourgeois                     | Trois étoiles au guide Michelin |
| 1936  | Édith Clark                                         | Titulaire du brevet de parachutiste |
| 1939  | Andréa de Balmann                                   | Première femme tahitienne à obtenir un doctorat en médecine |
| 1946  |                                                     | Hôtesses de l'air pour Air France |
| 1946  | Yvonne Foinant                                      | Élue à la chambre de commerce de Paris |
| 1947  | Yvonne Foinant                                      | Membre du comité directeur du Conseil national du patronat français |
| 1949  | Marie-Josèphe Le Cacheux Léonce Bouyssou            | Directrice d'archives départementales (respectivement Calvados et Cantal) |
| 1961  | Marcelle Clavère                                    | Chauffeur de bus à Paris |
| 1962  | Marie-Louise Monnet                                 | Auditrice au concile de Vatican II |
| 1967  | Jacqueline Dubut Danielle Décuré                    | Pilote de ligne (sur Air Inter) |
| 1969  | Thérèse Bertrand-Fontaine                           | Membre titulaire de l'Académie nationale de médecine, première en tant que médecin |
| 1975  | Jacqueline Clerc                                    | Handicapée, titulaire d'un brevet de pilote) |
| 1976  | Hélène Vida                                         | Présentatrice d'un journal télévisé du soir (sur Antenne 2) |
| 1975  | Patricia Haffner                                    | Entrée à l'ENAC pour suivre la formation de pilote |
| 1978  | Danièle Carré-Cartal                                | Meilleure sommelier de France |
| 1980  | Josiane Péné                                        | Sémaphoriste civile |
| 1982  | Yvonne Brucker                                      | Conductrice du métro de Paris |
| 1983  | Martine Rolland                                     | Guide de haute-montagne |
| 1985  | Sylvie Girardet                                     | Agent de change |
| 1985  | Catherine Bréchignac                                | Directrice de recherche au CNRS |
| 1988  | Christine Spiesser-Morelle                          | Bouchère-charcutière, titulaire d'un brevet de maîtrise de boucher-charcutier |
| 1990  | Pauline Bebe                                        | Rabbin |
| 1991  | Madeleine Rebérioux                                 | Présidente de la Ligue des droits de l'homme (France) |
| 1995  | Marie Curie                                         | Entrée au Panthéon (pour sa propre œuvre) |
| 1996  | Claudie Haigneré                                    | Astronaute |
| 2001  | Béatrice Vialle                                     | Pilote du Concorde |
| 2006  | Patricia Russo                                      | Directrice générale d'une entreprise du CAC 40 (Alcatel-Lucent) |
| 2007  | Anne-Sophie Pic                                     | Cheffe de l'année selon le guide Michelin |
| 2016  | Sophie Bellon                                       | Présidente du conseil d'administration d'une entreprise du CAC 40 (Sodexo) |
| 2022  | Stéphanie Hein                                      | Meilleur ouvrier de France en boucherie. |
| 2023  | Sophie Binet                                        | Secrétaire générale de la Confédération générale du travail |

## Instruction et enseignement
| Année | Nom | Première femme                                                                                        |
| ----- | --- | --- |
| 1861  | Julie-Victoire Daubié                                                                                                | Diplômée du baccalauréat                                                                              |
| 1863  | Emma Chenu | Diplômée du baccalauréat ès sciences                                                                  |
| 1868  | Emma Chenu | Licenciée ès sciences                                                                                 |
| 1871  | Julie-Victoire Daubié                                                                                                | Licenciée ès lettres                                                                                  |
| 1883  | Lucie Aron | Agrégée de sciences                                                                                   |
| 1883  | Adolphine Couvreur                                                                                                   | Agrégée de lettres                                                                                    |
| 1884  | Clémence Royer | Professeure à la Sorbonne                                                                             |
| 1885  | Liouba Bortniker | Agrégée de mathématiques                                                                              |
| 1888  | Louise-Amélie Leblois                                                                                                | Docteure ès sciences                                                                                  |
| 1890  | Sarmiza Bilcescu | Docteure en droit                                                                                     |
| 1893  | Dorothea Klumpke | Docteure en mathématiques                                                                             |
| 1897  | Henriette Mazot | Interne en pharmacie                                                                                  |
| 1897  | Marie Kapsevitch | Diplômée d'une école vétérinaire française                                                            |
| 1902  | Julia Morgan | Architecte (École nationale supérieure des beaux-arts)                                                |
| 1903  | Marie Curie | Lauréate d'un Prix Nobel (physique)                                                                   |
| 1905  | Jeanne Baudry | Agrégée de philosophie,                                                                               |
| 1906  | Marie Curie | Titulaire d'une chaire à la Sorbonne (physique)                                                       |
| 1906  | Geneviève Aclocque                                                                                                   | Élève de l'École nationale des chartes                                                                |
| 1907  | Marie Robert | Agrégée de sciences naturelles                                                                        |
| 1910  | Pauline Liebermann                                                                                                   | Diplôme d'ingénieure de l'Institut chimique de Nancy                                                  |
| 1910  | Marguerite Rouvière                                                                                                  | Élève de l'École normale supérieure (sciences)                                                        |
| 1912  | Jeanne Raison | Agrégée de grammaire                                                                                  |
| 1912  | Edmée Chandon | Astronome professionnelle                                                                             |
| 1913  | Marguerite Rouvière                                                                                                  | Agrégée de sciences physiques                                                                         |
| 1914  | Jeanne Duportal | Docteure ès lettres                                                                                   |
| 1914  | Léontine Zanta | Docteure en philosophie                                                                               |
| 1921  | Sébastienne Guyot, Anne Blazer, Yvonne Jungné, Blanche Boutaricq, Lucienne Guileri, Suzanne Pradet et Maria Gardet   | Diplôme d'ingénieur (École centrale)                                                                  |
| 1922  | Marie Curie | Membre de l'Académie de médecine                                                                      |
| 1922  | Marie-Rose Bouchemousse                                                                                              | Docteur en philosophie scolastique à l'Institut Catholique de Paris                                   |
| 1923  | Marthe Condat | Agrégée de médecine                                                                                   |
| 1923  | Madeleine Deries | Docteur en histoire                                                                                   |
| 1927  | Simone Pétrement, Clémence Ramnoux et Suzanne Roubaud                                                                | Élèves de l'École normale supérieure (lettres)                                                        |
| 1929  | Lucie Randoin | Professeure à la faculté de médecine de Paris                                                         |
| 1930  | Jeanne Miquel | Française diplômée d'une école vétérinaire française                                                  |
| 1930  | Suzanne Borel | Reçue au concours d'admission aux carrières diplomatiques                                             |
| 1930  | Jacqueline de Romilly (alors Jacqueline David)                                                                       | Lauréate d'un premier prix au Concours général (du lycée Molière, à Paris)                            |
| 1931  | Charlotte Béquignon-Lagarde                                                                                          | Agrégée de droit privé                                                                                |
| 1932  | Suzanne Basdevant | Agrégée de droit public                                                                               |
| 1933  | Ginette Hamelin | Diplômée ingénieur architecte de l'École des Travaux Publics                                          |
| 1946  | Geneviève Seeuws et Marguerite Ronflard                                                                              | Élève de l'École nationale d'administration                                                           |
| 1947  | Marguerite Perey | Correspondante de l'Académie des sciences                                                             |
| 1949  | Jane Aubert-Krier | Agrégée d'économie                                                                                    |
| 1959  | Jeanne Lévy | Titulaire d'une chaire à la faculté de médecine de Paris                                              |
| 1968  | Alice Saunier-Seité                                                                                                  | Doyenne de faculté                                                                                    |
| 1969  | Thérèse Bertrand-Fontaine                                                                                            | Membre titulaire de l'Académie de médecine                                                            |
| 1969  | Françoise Chandernagor                                                                                               | Major de l'École nationale d'administration                                                           |
| 1972  | Anne Chopinet, Françoise Combelles, Anne Ferry, Nicole Gontier, Élisabeth Kerlan, Dominique Senequier et Thu-Thuy Ta | Élèves de l'École polytechnique                                                                       |
| 1972  | Anne Chopinet | Major au concours d'entrée de l'École polytechnique                                                   |
| 1973  | Florence Cayla | Major d'HEC                                                                                           |
| 1973  | Jacqueline de Romilly                                                                                                | Professeure au Collège de France                                                                      |
| 1973  | Alice Saunier-Seité                                                                                                  | Rectrice d'université                                                                                 |
| 1977  | Dominique Roux | Élève-officier de la marine nationale                                                                 |
| 1978  | Dominique Segond-Griffoulière                                                                                        | Agrégée de mécanique                                                                                  |
| 1979  | Yvonne Choquet-Bruhat                                                                                                | Élue à l'Académie des sciences                                                                        |
| 1989  | Josiane Serre | Directrice de l'École normale supérieure                                                              |
| 1988  | Sophie Deicha | Professeure de théologie orthodoxe                                                                    |
| 1992  | Claudine Hermann | Professeure à l'École polytechnique                                                                   |
| 1997  | Catherine Bréchignac                                                                                                 | Directrice du CNRS                                                                                    |
| 2000  | Claire Pothier | Major de promotion, à la sortie de l'École navale (phase école d'application des officiers de marine) |
| 2000  | Marie-Françoise Bechtel                                                                                              | Directrice de l'École nationale d'administration                                                      |
| 2002  | Anita Guerreau-Jalabert                                                                                              | Directrice de l'École nationale des chartes                                                           |

## Diplomatie
| Année | Nom                     | Première femme |
| ----- | ----------------------- | --- |
| 1965  | Yvonne-Louise Pétrement | Consule (en Australie). |
| 1967  | Marcelle Campana        | Consule générale (à Toronto). |
| 1972  | Marcelle Campana        | Ambassadrice (au Panama). |
| 1991  | Joëlle Timsit           | Directrice des Affaires politiques du ministère des Affaires étrangères.                                                                                  |
| 2011  | Sylvie Bermann          | Ambassadrice extraordinaire et plénipotentiaire de France dans un pays membre permanent du Conseil de Sécurité des Nations unies (en Chine continentale). |
| 2019  | Sylvie Bermann          | Élevée à la dignité d'ambassadrice de France. |
| 2022  | Anne-Marie Descôtes     | Secrétaire générale du ministère de l'Europe et des Affaires étrangères.                                                                                  |

## Droit et justice
| Année | Nom                                         | Première femme |
| ----- | ------------------------------------------- | --- |
| 1900  | Sonia Olga Balachowski-Petit Jeanne Chauvin | Avocate (ont respectivement prêté serment les 6 et 7 décembre 1900, après l'ouverture légale de la profession aux femmes le 1er décembre) |
| 1903  | Marguerite Dilhan                           | Avocate à plaider en cour d'assises |
| 1908  | Clémence Jusselin                           | Élue au conseil des prud'hommes, |
| 1913  | Claudette Coste                             | Présidente d'un conseil de prud'hommes |
| 1931  | Charlotte Béquignon-Lagarde                 | Agrégée de droit privé, première femme lauréate d'un concours d'agrégation de droit                                                       |
| 1931  | Marie Colardeau                             | Première avocate dans la France d'outre-mer (La Réunion)                                                                                  |
| 1932  | Suzanne Basdevant                           | Agrégée de droit public |
| 1933  | Paule-René Pignet                           | Bâtonnier (à La Roche-sur-Yon) |
| 1936  | Lucienne Scheid                             | Élue première secrétaire de la Conférence du stage                                                                                        |
| 1945  | Jacqueline Blanchard-Pavie                  | Admise au conseil de l'Ordre des avocats (au Mans),                                                                                       |
| 1945  | Marie-Marguerite Vigorie                    | Directrice de prison, directrice de l'École nationale d'administration pénitentiaire                                                      |
| 1946  | Charlotte Béquignon-Lagarde                 | Magistrate de l'ordre judiciaire |
| 1946  | Odette Béquignon                            | Juge de paix |
| 1946  | Suzanne Régnault-Gousset                    | Première à réussir le concours de la magistrature                                                                                         |
| 1949  | Marguerite Boulet                           | Agrégée d'histoire du droit |
| 1949  | Antoinette Marconnet                        | Notaire (à Riom) |
| 1950  | Lucile Tinayre                              | Membre de l'Ordre des avocats de Paris |
| 1953  | Jacqueline Bauchet Louise Cadoux            | Membre du Conseil d'État |
| 1970  | Simone Veil                                 | Secrétaire générale du Conseil supérieur de la magistrature                                                                               |
| 1973  | Marcelle Pipien                             | Présidente d'un tribunal administratif |
| 1974  | Suzanne Challe                              | Présidente de chambre de cour d'appel |
| 1975  | Denise Rémuzon                              | Membre du Conseil supérieur de la magistrature                                                                                            |
| 1976  | Simone Rozès                                | Présidente du tribunal de grande instance de Paris                                                                                        |
| 1976  | Martine Luc-Thaler                          | Avocate aux conseils |
| 1980  | Maud Marin[réf. souhaitée]                  | Avocate transgenre |
| 1981  | Nicole Pradain                              | Procureur générale |
| 1982  | Simone Gaboriau                             | Présidente d'un syndicat de magistrats |
| 1983  | Myriam Ezratty                              | Directrice de l'Administration pénitentiaire                                                                                              |
| 1983  | Nadine Picquet                              | Directrice d'une prison pour hommes (maison d'arrêt de Bois-d'Arcy)                                                                       |
| 1984  | Simone Rozès                                | Premier président de la Cour de cassation                                                                                                 |
| 1988  | Myriam Ezratty                              | Première présidente de la Cour d'appel de Paris                                                                                           |
| 2010  | Dominique de La Garanderie                  | Bâtonnière de l'ordre des avocats de Paris                                                                                                |
| 2018  | Véronique Malbec                            | Secrétaire générale du ministère de la Justice                                                                                            |

## Arts
| Année | Nom                         | Première femme                                                                      |
| ----- | --------------------------- | ----------------------------------------------------------------------------------- |
| 1663  | Catherine Girardon          | Élue à l'Académie royale de peinture et de sculpture                                |
| 1674  | Madeleine de Scudéry        | Prix de l'éloquence de l'Académie française                                         |
| 1681  | Mademoiselle de La Fontaine | Danseuse professionnelle                                                            |
| 1896  | Alice Guy                   | Réalisatrice de cinéma (pour La Fée aux choux)                                      |
| 1902  | Julia Morgan                | Diplômée en architecture (Beaux-arts de Paris)                                      |
| 1909  | Lily Laskine                | Instrumentiste titulaire-remplaçante à l'orchestre de l'Opéra de Paris (harpe)      |
| 1910  | Judith Gautier              | Jurée à l'académie Goncourt                                                         |
| 1911  | Lucienne Heuvelmans         | Prix de Rome en sculpture Pensionnaire de la villa Médicis                          |
| 1913  | Lili Boulanger              | Prix de Rome en musique                                                             |
| 1918  | Marie de Regnier            | Prix de littérature de l'Académie française                                         |
| 1925  | Odette Pauvert              | Prix de Rome en peinture                                                            |
| 1930  | Germaine Beaumont           | Prix Renaudot (pour Piège)                                                          |
| 1930  | Jane Evrard                 | Cheffe d’orchestre                                                                  |
| 1930  | Germaine Cellier            | Nez                                                                                 |
| 1923  | Jeanne Surugue              | Diplômée des Beaux-Arts                                                             |
| 1925  | Renée David                 | Verbicruciste                                                                       |
| 1938  | Marie Ventura               | Metteuse en scène à la Comédie-française (Iphigénie de Jean Racine)                 |
| 1944  | Elsa Triolet                | Prix Goncourt (pour Le premier accroc coûte deux cents francs)                      |
| 1945  | Rolande Falcinelli          | Organiste (à la basilique du Sacré-Cœur de Montmartre)                              |
| 1965  | Olivia de Havilland         | Présidente du jury du festival de Cannes                                            |
| 1973  | Agathe Mella                | Directrice de France Culture                                                        |
| 1975  | Jacqueline de Romilly       | Élue à l'Académie des inscriptions et belles-lettres                                |
| 1975  | Jacqueline Baudrier         | Présidente-directrice-générale de Radio France                                      |
| 1976  | Marion Tournon-Branly       | Admise à l'Académie d'architecture                                                  |
| 1980  | Marguerite Yourcenar        | Élue à l'Académie française                                                         |
| 1999  | Hélène Carrère d'Encausse   | Secrétaire perpétuel de l'Académie française                                        |
| 2000  | Tonie Marshall              | César du meilleur réalisateur (pour Vénus beauté (institut))                        |
| 2006  | Muriel Mayette              | Directrice d'un théâtre national (administratrice générale de la Comédie-Française) |

## Sport et expéditions
| Année | Nom                     | Première femme                                                            |
| ----- | ----------------------- | ------------------------------------------------------------------------- |
| 1909  | Yvonne Lacroix          | Championne de patinage artistique                                         |
| 1929  | Isabelle Plancke        | Première femme à réussir le brevet de maître-nageur                       |
| 1951  | Jeannine Levannier      | Ceinture noire de judo                                                    |
| 1955  | Jacqueline Auriol       | Pilote d'essai                                                            |
| 1955  | Marie-Jeanne Donabedian | Vainqueure d'une étape de La Grande Boucle féminine internationale        |
| 1968  | Christine Caron         | Porte-drapeau de la délégation française aux Jeux olympiques              |
| 1981  | Michèle Mouton          | Gagnante d'une étape du Championnat du monde des rallyes (rallye Sanremo) |
| 1984  | Darie Boutboul          | Jockey vainqueur d'une course de tiercé                                   |
| 1985  | Madeleine Griselin      | Cheffe d'expédition au pôle Nord                                          |
| 1990  | Florence Arthaud        | Victoire à la Route du rhum                                               |
| 1996  | Nelly Viennot           | Arbitre de touche de football professionnel masculin                      |
| 2005  | Maud Fontenoy           | Navigatrice à la rame et en solitaire de l'océan Pacifique                |
| 2014  | Corinne Diacre          | Entraîneur d'une équipe de football professionnel masculine               |
| 2014  | Stéphanie Frappart      | Arbitre principale de football professionnel masculin                     |
| 2016  | Nathalie Boy de la Tour | Présidente de la Ligue de football professionnel                          |

## Armée et police
| Année | Nom                        | Première femme |
| ----- | -------------------------- | --- |
| 1942  | Margot Duhalde             | Première et seule femme aviatrice des Forces françaises libres pendant la Seconde Guerre mondiale |
| 1946  | Élisabeth Boselli          | Brevetée pilote de chasse |
| 1971  |                            | Présentes au défilé militaire du 14 Juillet de Paris |
| 1972  |                            | Possibilité d'intégrer la gendarmerie nationale. |
| 1976  | Valérie André              | - Médecin général (général de brigade) - Au grade de « deux étoiles » tout corps militaires confondus |
| 1980  | Micheline Collin           | Capitaine de brigade de sapeurs-pompiers |
| 1981  | Valérie André              | Médecin général inspecteur (général de division) |
| 1983  | Dominique Roux             | Femme embarquée sur un bâtiment naval militaire |
| 1985  | Isabelle Boussaert         | Pilote en service dans l'armée de l'air |
| 1985  | Micheline Chanteloube      | Directrice d'une grande école militaire (École du Service de santé militaire de Lyon). |
| 1988  | Isabelle Guion de Méritens | Officière de la Gendarmerie nationale. |
| 1988  | Louise Coppolani           | Commissaire général de brigade |
| 1988  | Andrée Tourne              | Général de brigade de l'armée de terre |
| 1989  | Marie-Madeleine Fourcade   | Obsèques et hommage solennel en l'église Saint-Louis-des-Invalides |
| 1991  | Louise Coppolani           | Commissaire général de division |
| 1993  | Dominique Magne            | Commandant d'un bâtiment de la Marine nationale |
| 1994  | Martine Monteil            | Cheffe de la brigade de répression du banditisme de Paris |
| 1996  | Martine Monteil            | Cheffe de la brigade criminelle |
| 1999  | Caroline Aigle             | Pilote de chasse (première femme à être affectée au sein d’un escadron de combat de l'Armée de l'air française) |
| 2002  | Chantal Desbordes          | Contre-amiral de la Marine nationale |
| 2002  | Martine Monteil            | Directrice centrale de la police judiciaire |
| 2013  | Isabelle Guion de Méritens | Général de brigade de la Gendarmerie |
| 2014  | Monique Legrand-Larroche   | - Ingénieure générale hors classe (général de corps d'armée) - Aux rang et appellation de « quatre étoiles » tout corps militaires confondus                                                                                                   |
| 2015  | Anne Cullerre              | Vice-amiral de la Marine nationale, femme la plus gradée de toute l'histoire de la Marine nationale française. |
| 2017  | Maryline Gygax Généro      | Médecin général des armées, directrice centrale du Service de santé des armées |
| 2018  | Sophie Adenot              | Pilote d'essai d'hélicoptères |
| 2018  | —                          | Embarquées sur un sous-marin nucléaire lanceur d'engins (Le Vigilant — « Karen, cheffe de service réacteur, Harmonie, adjointe au chef du service sécurité plongée, Camille, adjointe au chef du service sous la mer, et Pauline, médecin »,). |
| 2020  | Dominique Arbiol           | Directrice générale de l'École de l'Air |
| 2020  | Frédérique Camilleri       | Préfète de police des Bouches-du-Rhône |
| 2020  | Pascale Regnault-Dubois    | Directrice centrale des Compagnies républicaines de sécurité (CRS) |
| 2020  | Maryline Gygax Généro      | Conseillère du Gouvernement pour la défense |
| 2022  | Monique Legrand-Larroche   | Inspectrice générale des armées et ingénieure générale de classe exceptionnelle de l'armement (général d'armée) aux rang et appellation de « cinq étoiles » tout corps militaire confondus.                                                    |

## Décorations

### Légion d'honneur
| Année | Nom                           | Grade                        |
| ----- | ----------------------------- | ---------------------------- |
| 1851  | Marie-Angélique Duchemin      | Chevalier                    |
| 1878  | Juliette Dodu                 | À titre militaire            |
| 1895  | Rosa Bonheur                  | Officier                     |
| 1901  | Clémence Royer                | À titre scientifique         |
| 1931  | Anna de Noailles              | Commandeur                   |
| 1933  | Suzanne Grinberg              | À titre professionnel        |
| 1947  | Maryse Bastié                 | Commandeur à titre militaire |
| 1953  | Colette                       | Grand-officier               |
| 1998  | Geneviève de Gaulle-Anthonioz | Grand-croix                  |

### Autres décorations
| Année | Nom           | Décoration                                                         |
| ----- | ------------- | ------------------------------------------------------------------ |
| 1941  | Marie Hackin  | Première femme Compagnon de la Libération (Ordre de la Libération) |
| 1987  | Valérie André | Grand-croix de l'Ordre national du Mérite                          |